# Crescentia cujete

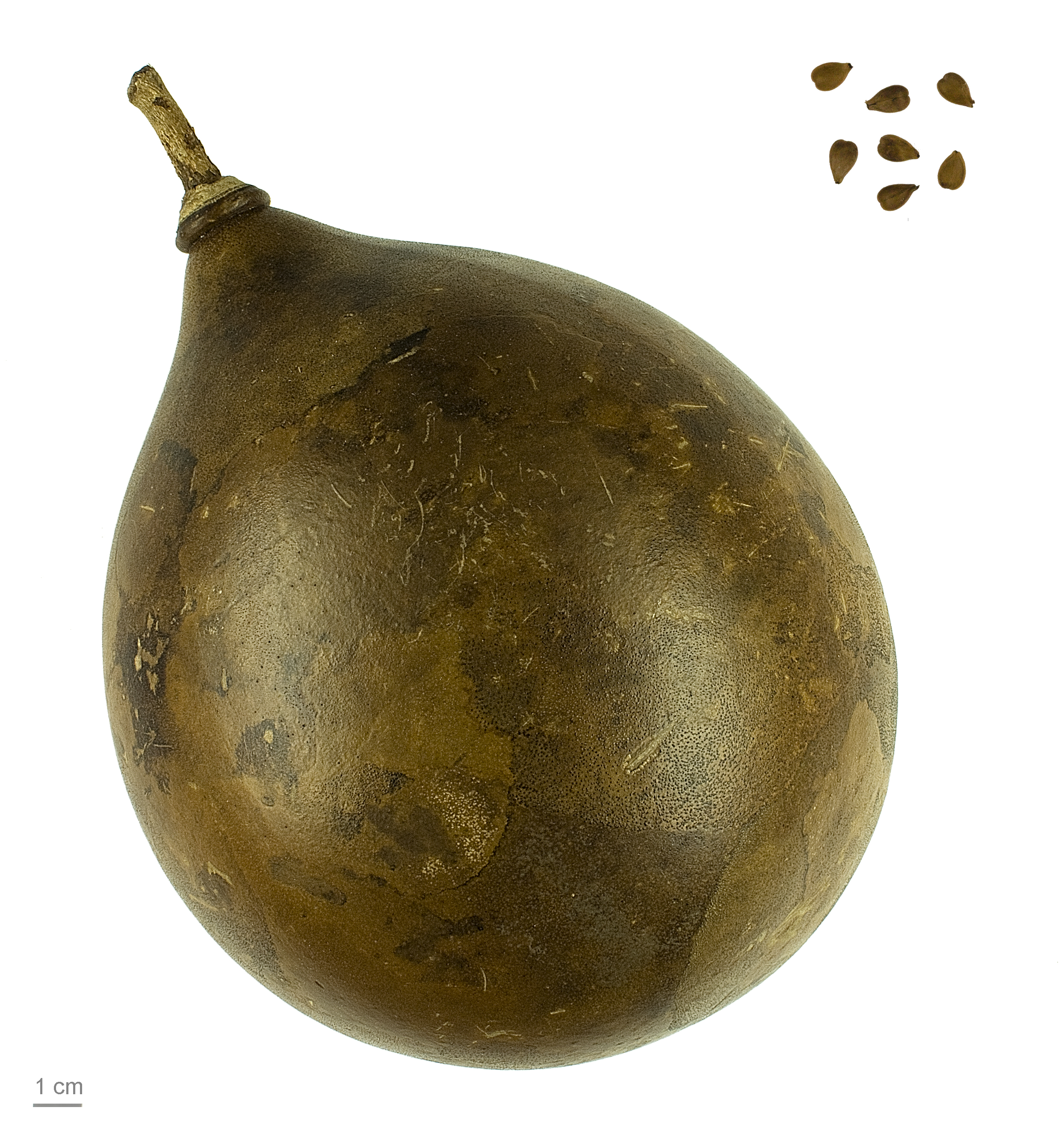
Fruto y semillas

Crescentia cujete es un árbol de la familia de las bignoniáceas, originario de la zona intertropical de América.

## Descripción

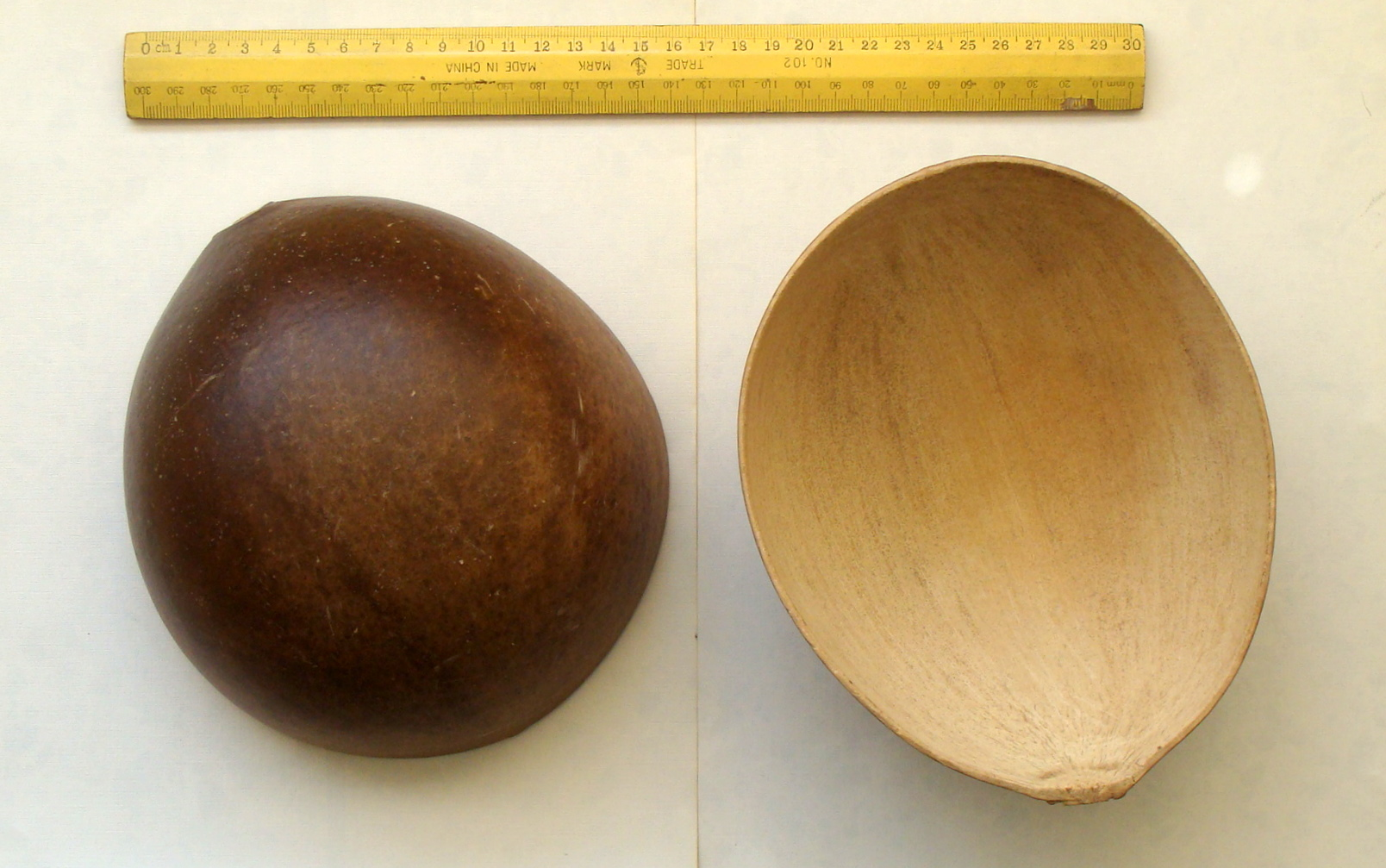
Taparas o totumas, recipientes artesanales que ya hacían los indígenas americanos en el período precolombino. Se elaboran con la cáscara del fruto

Árbol pequeño o arbusto de unos 5 metros de altura, se extiende desde México hasta Brasil, incluyendo a las Antillas. Ramas escasas, gruesas, tortuosas, formando una copa amplia y abierta. Tronco de corteza gris, lisa a ligeramente escamosa en ejemplares pequeños y algo fisurada en los grandes. Las hojas son simples y pequeñas, 4-15 x 1-4 cm, oblanceoladas, ápice retuso a acuminado, en fascículos situados en ramas cortas. Flores blanco-verdosas o café-verdosas surgen de los troncos o ramas grandes. El fruto de cáscara leñosa tiene aspecto esférico y se suspende del tronco o de las ramas más gruesas; desde tiempos precolombinos se ha utilizado para confeccionar artesanías y recipientes.

## Distribución y hábitat
Puede encontrarse en zonas húmedas como el sur de México, sin embargo soporta bien períodos prolongados de falta de agua, como por ejemplo en el sur de Honduras o en las zonas costeras del norte de Venezuela y Colombia. Se encuentra también en las zonas tropicales de Bolivia, en Perú, Brasil, así como en las costas y Amazonía de Ecuador y Colombia. Es un árbol muy longevo y puede crecer en terrenos pedregosos.

## Usos
Es un árbol de follaje y porte ornamental empleado en proyectos paisajísticos. Las partes más aprovechadas son las frutas y semillas. Se elaboran diversos objetos con la cáscara de los frutos, que es bastante liviana y resistente. El aprovechamiento del fruto ha sido estudiado a partir de 1498 en Centroamérica. Es considerado un complemento proteico para el ganado; de su semilla se extrae aceite y de la pulpa, azúcar y etanol.
La variedad conocida como morro en El Salvador, produce frutos pequeños de unos 10 centímetros de diámetro, posee un aroma agradable y sus semillas sirven de base para elaborar la bebida típica conocida como horchata de morro. En Colombia es usada particularmente como recipiente endurecido para el dulce de leche o manjar blanco, típicamente del Cauca y Valle del Cauca. En México, en el estado de Tabasco, tradicionalmente se ha usado el fruto como recipiente para tomar el pozol, que es la bebida típica de esa región, también se usa como artesanía para labrar las jícaras. Los habitantes de la ciudad de Tapachula, Chiapas fabricaban las jícaras usadas para tomar el agua para bañarse (a jicarazos) en los baños de las antiguas casonas que contaban con enormes tanques. En Ecuador se lo conoce como mate y es empleado tradicionalmente para servir agua o té de guayusa, chicha de chonta o de yuca; también es un utensilio muy típico en la provincia de Napo. En Honduras se elaboran recipientes semejantes a vasos y cuencos, cuyo nombre es guacal; a la semilla se le llama morro.

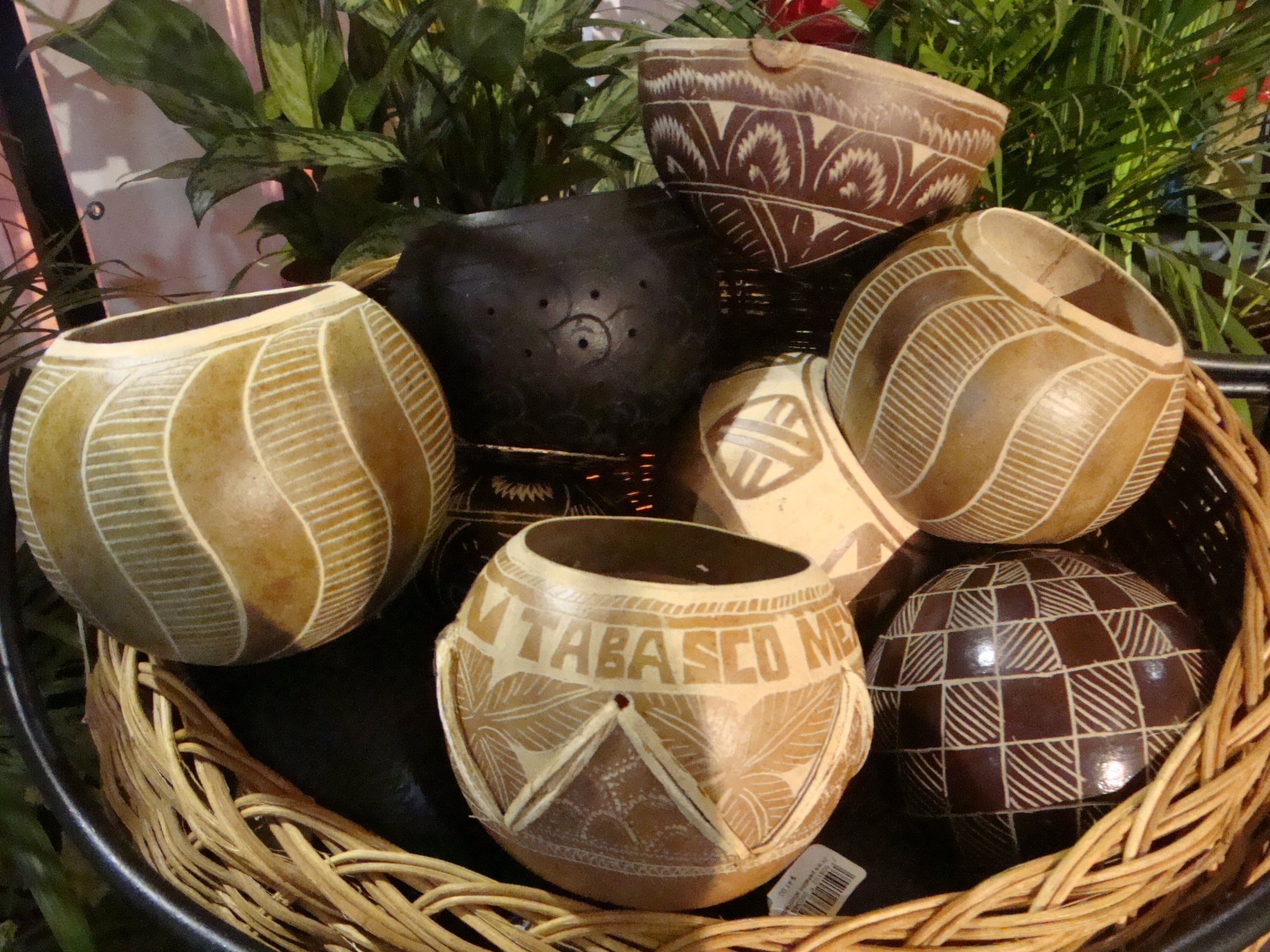
Jícaras labradas. Artesanía tradicional del estado de Tabasco, México.

### Usos en la medicina popular
Tradicionalmente la fruta en decocción se toma por vía oral para tratar la diarrea, dolor de estómago, resfriados, bronquitis, tos, asma, y uretritis. La medicina tradicional le atribuye a las hojas propiedades para tratar la hipertensión. La pulpa del fruto es apreciada para uso medicinal. Algunas investigaciones han mostrado que tiene propiedades anti-hemorrágicas. Así mismo tiene compuestos que ayudan en la curación de enfermedades respiratorias leves.

## Taxonomía
El género fue descrito por Carlos Linneo y publicado en Species Plantarum 2: 626. 1753.
Sinonimia
- Crescentia acuminata Kunth
- Crescentia angustifolia Willd. ex Seem.
- Crescentia arborea Raf.
- Crescentia cujete var. puberula Bureau & K.Schum.
- Crescentia cuneifolia Gardner
- Crescentia fasciculata Miers
- Crescentia plectantha Miers
- Crescentia spathulata Miers[5][6]

## Nombre común
- güira cimarrona de Cuba
- güira de las Antillas[7]

- calabacito de chicha[7]
- morro en Guatemala y El Salvador
- bule o guaje en México
- Jicaro, huacal o huacal de morro en Honduras, El Salvador y sur de México
- tecomate en El Salvador y México
- cutuco en El Salvador
- pilche, cuya (en el pueblo Kichwa de la Amazonía) o mate ancho (en la Provincia de Manabí) en Ecuador
- wingo o pate ("serma" en norte de Cajamarca) en Perú
- jícaro en Nicaragua,[8] Costa Rica, Cuba, El Salvador, Honduras y México (donde el fruto se llama jícara)
- totuma o tapara en Venezuela
- totumo en Colombia y Panamá (la cáscara seca en forma de recipiente se conoce como totuma)
- Choca en Cordillera Oriental de Colombia
- Totumo o calabazo en Panamá
- tutuma en Bolivia
- higüero en República Dominicana
- calbasse en Guadalupe
- "Mate" en Valle del Cauca (Colombia)